# 1738 a tudományban
Az 1738. év a tudományban és a technikában

## Díjak
- Copley-érem: James Valoue

## Születések
- november 15. – William Herschel, csillagász († 1822)

## Halálozások
- szeptember 23. – Herman Boerhaave, holland fizikus (* 1668)